# Ria-Sirach
Ria-Sirach (en catalán, Rià i Cirac) es una comuna francesa situada en el departamento de Pirineos Orientales, en la región de Occitania.
Es atravesada por el río Têt y el río Callan.
A poniente hay una mole granítica, con las casas escalonadas, coronada por los restos del antiguo castillo de Rià (castrum de Arriano, 1195), del que solo quedan algunos cimientos. Al parecer el abad del Monasterio de San Miguel de Cuixá Bernat de Cardona Ricabertí y de Queralt intentó restaurarlo, pero luego las instalaciones fueron arrasadas por Vauban en la segunda mitad del siglo XVII.[cita requerida]
Las casas del núcleo antiguo, llamado la Lliça, llegan hasta el Têt. En la parte baja se encuentra la iglesia parroquial de San Vicente, conocida desde 1134, con un alto y amplio campanario románico, de torre cuadrada, de dos pisos, con arcadas de tipo lombardo. La iglesia fue muy transformada en el siglo XVII y tiene algún retablo barroco de los siglos XVII y XVIII.[cita requerida]
Al otro lado del Têt (a la derecha) se encuentra el barrio del Pont de Rià, donde durante muchos años funcionaron los altos hornos que procesaban el hierro obtenido del Canigó y que propiciaron la construcción de la estación de los ferrocarriles franceses (SNCF), ligeramente apartada del pueblo. Hoy, los altos hornos están cerrados y allí se produce electricidad. La agricultura se limita a algunos árboles frutales (melocotones) y la mayoría de la población debe ir a trabajar a otra localidad (Perpiñán o Puigcerdá).[cita requerida]
A sus habitantes se les conoce por el gentilicio de ria-sirachoises.

## Demografía
| 1017 | 1057 | 1028 | 1042 | 1017 | 1126 | 1354 |
| Para los censos de 1962 a 1999 la población legal corresponde a la población sin duplicidades (Fuente: INSEE [Consultar]) |      |      |      |      |      |      |

## Historia
La localidad de Rià tiene origen romano (Arrianum, hacia 864, luego Arria y Rià en 1618). En los Gesta comitum Barcinonensium, redactados en Cuixà en el siglo XII figura como cuna de Wifredo de Arrià (Guifre d'Arrià), marqués de Gòtia bajo el emperador Carlos, asesinado por los francos y padre del futuro Wifredo el Velloso. No obstante, esto es una leyenda, y la historia reconocida nos dice que el padre de Wifredo el Velloso fue Sunifredo I, conde de Urgel y de Cerdaña, pero que también fue marqués de Arrià. Se sabe que parte del patrimonio de Arrià fue a enriquecer los bienes del Monasterio de San Miguel de Cuixá en 864 y en 1134 la iglesia de San Vicente de Rià por el abad de Cuixà, Gregorio. En 981 también tenía propiedades en Rià el Monasterio de Sant Genís de Fontanes, en el Rosellón.

## Lugares de interés
- Ruinas del castillo demolido por Vauban para la construcción de Fort Libéria en Villefranche.
- Iglesia Saint-Vincent (Ria)
- Iglesia Saint-Clément (Sirach)

## Personalidades ligadas a la comuna
- Wifredo el Velloso, conde de Barcelona